# 고성범
고성범(1974년 9월 13일 ~)은 롯데 자이언츠의 전 야구 선수이며  선수 시절 140KM의 공과 정확한 컨트롤로 기대를 모았으나 1군 무대만 올라가면 성적이 신통치 못했고 동래고등학교를 졸업했다.

## 같이 보기
- 1994년 롯데 자이언츠 시즌